# Loi des énergies nerveuses spécifiques
 (décembre 2016).

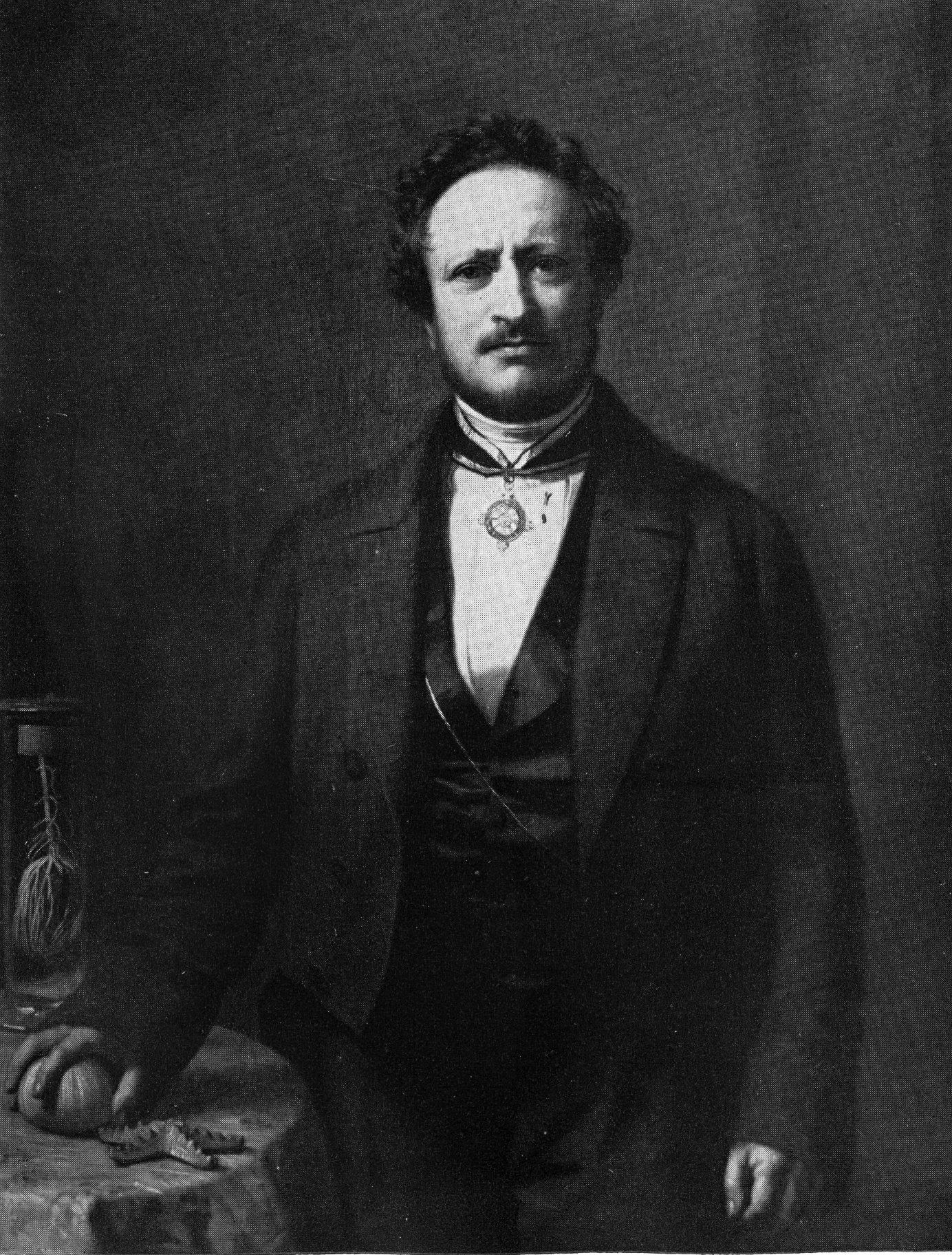
Johannes Müller, qui formula cette loi

La Loi des énergies spécifiques des nerfs (dite aussi « Loi des énergies sensibles spécifiques ») entrevue par René Descartes et ébauchée par Charles Bell, fut formulée dans sa forme définitive en 1826 par le physiologiste allemand Johannes Peter Müller. Elle stipule que la qualité des perceptions est définie par le chemin emprunté par l'information sensorielle, indépendamment de la nature du stimulus à l'origine de la sensation. Chaque organe est ainsi réceptif à un seul cercle de sensations (la lumière pour l'œil, le son pour l'oreille) et reste aveugle aux autres. On illustre parfois cette loi au moyen d'une comparaison avec les fils télégraphiques: ces fils sont tous de même nature, l'influx électrique qu'ils transmettent est toujours le même; et cependant ils peuvent transmettre des messages dont la nature sera très différente, en fonction du type de récepteur auquel les fils seront connectés. De même, un influx nerveux donné transmis par les nerfs sera susceptible de donner lieu à des vécus différents selon l'organe auquel les nerfs transmetteurs seront connectés. Par exemple le fait d'appliquer une pression sur le globe oculaire provoque une sensation lumineuse, parce que les récepteurs rétiniens stimulés mécaniquement envoient un signal par le nerf optique au lobe occipital. Bien que l'origine de la sensation soit un stimulus mécanique, la perception est visuelle. En revanche, l'œil reste insensible à certains stimuli (acoustiques ou thermiques) qui ne sont pas de nature à agir sur les stimuli rétiniens alors même qu'ils affecteraient d'autres sens : des rayons thermiques qui provoquent une sensation de chaleur lorsqu'ils sont dirigés sur la peau restent sans effet perceptible lorsqu'ils sont dirigés sur l'œil.
Une conséquence importante de cette loi est que la nature des vécus perceptifs est fonction de la constitution de l'appareil cognitif et non pas de la nature de l'objet qui provoque la perception. Les perceptions ne sont donc pas des images des choses en tant que tel: un seul et même stimulus peut par exemple donner lieu à une sensation de couleur lorsqu'il est perçu par l'œil, et donner lieu à un tout autre type de sensation lorsque c'est un autre organe qui en affecté:la couleur n'appartient donc pas à la chose perçue, mais exprime l'état contingent du sujet qui perçoit. Ces conséquences ont notamment été développées par Hermann von Helmholtz qui en a dérivé la conclusion que les sensations ne sont que des signes mis pour les qualités des choses extérieures.

## Citation
L'énoncé de la loi donné par Müller dans son Handbuch der Physiologie des Menschen für Vorlesungen, 2e édition, est le suivant : 

« Une même cause, telle que l'électricité peut affecter simultanément tous les organes sensoriels, car ils y sont tous sensibles; et cependant, chaque nerf sensitif y réagit différemment; un nerf la perçoit comme de la lumière, un autre l'entend comme un bruit, un autre la sent comme une odeur; un autre goûte l'électricité, un autre la sent comme douleur et choc. Un nerf perçoit une image lumineuse à travers une irritation mécanique, un autre l'entend comme un bourdonnement, un autre encore la ressentira comme une douleur. Quiconque veut bien considérer les conséquences de ces faits ne peut manquer de réaliser que la sensibilité spécifique des nerfs pour certaines impressions ne suffit pas, puisque tous les nerfs sont sensibles à la même cause, mais réagissent à cette même cause de différentes manières. La sensation n'est pas la conduction d'une qualité ou d'un état des corps externes vers la conscience, mais la conduction d'une qualité ou d'un état de nos nerfs excités par une cause externe vers la conscience. »

The same cause, such as electricity, can simultaneously affect all sensory organs, since they are all sensitive to it; and yet, every sensory nerve reacts to it differently; one nerve perceives it as light, another hears its sound, another one smells it; another tastes the electricity, and another one feels it as pain and shock. One nerve perceives a luminous picture through mechanical irritation, another one hears it as buzzing, another one senses it as pain. . . He who feels compelled to consider the consequences of these facts cannot but realize that the specific sensibility of nerves for certain impressions is not enough, since all nerves are sensitive to the same cause but react to the same cause in different ways. . . (S)ensation is not the conduction of a quality or state of external bodies to consciousness, but the conduction of a quality or state of our nerves to consciousness, excited by an external cause.

## Source
- (en) Cet article est partiellement ou en totalité issu de l’article de Wikipédia en anglais intitulé « Law of specific nerve energies » (voir la liste des auteurs).